# Neoseiulus oryzacolus
Neoseiulus oryzacolus är en spindeldjursart som beskrevs av Maryam I. Daneshvar 1987. Neoseiulus oryzacolus ingår i släktet Neoseiulus och familjen Phytoseiidae. Inga underarter finns listade i Catalogue of Life.